# Tipsbladet
Tipsbladet (tidligere Fodboldmagasinet TIPS-bladet) er et dansk fodboldmagasin, som udkommer ugentlig med nyheder, reportager, interviews og analyser primært omhandlende dansk samt international fodbold suppleret med korte artikler om andre sportsgrene (bl.a. NFL og poker).
Tipsbladet udgiver også en række magasiner om fodbold (Champions League og årbogen Fodbold), Formel 1, Tour de France og NFL.

## Avisens historie
Tipsbladet blev grundlagt i 1948 af århusiansk-fødte Elwin Hansen, et halvt år før Dansk Tipstjeneste (nu Danske Spil) blev stiftet og tipningen indført i Danmark, og skulle informere tipperne om tipssystemer og levere fodboldrelaterede nyheder. Dette gør avisen til nordens ældste fodboldmagasin og som i løbet af Elwin Hansens tredive år som chefredaktør udviklede sig til Nordens største og Europas næststørste tipsblad på trods af 10-11 konkurrerende danske tipsblade.
Grundlægger og ansvarshavende chefredaktør Elwin Hansen havde eneret på en række tipssystemer i Danmark og man var i mange år således tæt knyttet til fodboldtipningen og man havde et fast ugeligt indslag i fjernsynet i pauserne under TV-transmissionerne af engelske tipskampe med præsentation af tipssystemer med udskrivningsnøgle og garantitabel lavet af forskellige konstruktører, som dog nu er erstattet af gambling hos bookmakere – herunder Danske Spil.
Tipsbladet blev startet i København, men eftersom det blev trykt på Sydfyn af Svendborg Avis A/S, flyttede man redaktionslokalerne til Svendborg. Bladet udkom i de første mange år kun i en fredagsudgave (senere blev udgivelsesdagen ændret til torsdag), men med Dansk Tipstjenestes introduktion af "Den Lange" i 1994, besluttede man sig også for at levere en fast udgave om tirsdagen under navnet "Spil Op", som efter en periode under navnet "Gambleren" i dag går under navnet "Spil&Resultater". Begge ugentlige udgaver af Tipsbladet har sektionen "Spil&Resultater", der med sine 12 sider giver læserne et overblik over de aktuelle spil, odds, resultater og statistik.
Efter redaktionen i en årrække var lokaliseret i Hellerup, rykkede man i 1964 til en gård på Hellegårdsvej i Svendborg, som fik navnet "Tipsgården". I 1973 flyttede Tipsbladet til Helsingør og derfra til Ålsgårde i Nordsjælland i 1982. I 2005 rykkede bladet til nye lokaler i centrum af København.
I sommeren 2003 sluttede Tipsbladet sig til den europæiske gruppe af fodboldmedier, European Sports Magazines (ESM), der er mest kendt for gruppens fælles månedlige og årlige kåringer af henholdsvis "Team of the Month" og "Team of the Year". Tipsbladet var i mange år kendt for sin faste klummeskribent Tavse Tipper Thomsen, der huserede i spalterne fra 1982. Han afgik ved døden i 2006.
Elwin Hansen solgte i 1974 Tipsbladet til Det Berlingske Hus, men forblev bladets ansvarshavende chefredaktør indtil kort før sin død i 1978. Chefredaktør Carsten Andreasen købte i 2005 halvdelen af Tipsbladet og blev administrerende direktør. I 2007 blev selskabet bag Tipsbladet overtaget af de tidligere ejere af fodboldmagasinet Forza, der lukkede i december 2006. Ejerkredsen tæller bl.a. Henrik Stegger Nielsen, Reacto samt Jimmy Bøjgaard. Avisen blev i august 2008 relanceret i et nyt design, de to ugentlige udgaver skiftede navn fra "Midtuge" og "Weekend" til "Update" og "Indsigt", og samtidig blev stavemåden ændret fra TIPS-bladet til Tipsbladet. Tipsbladet er samtidig blevet udvidet med en digital udgave, der fungerer som en selvstændig online version. I sommeren 2011 blev udgivelsen af tirsdagsudgaven indstillet.
I oktober 2012 indgik Tipsbladet og Ekstra Bladet et distributionssamarbejde, hvilket betød at Tipsbladet fremover kun udkommer via Ekstra Bladets fredagsudgave; det betyder en markant forøgelse af oplaget, idet alle løssalgskøbere og abonnenter på Ekstra Bladet fremover modtager Tipsbladet om fredagen. I juni 2013 solgte selskabet bag Tipsbladet den trykte avis fra, og den grafiske virksomhed GB Grafisk ApS blev ny ejer af fredagsudgaven, som fortsat udkommer under navnet Tipsbladet.
TB Medier ApS, der ejer varemærket Tipsbladet, driver i dag tipsbladet.dk og de to fodboldapps "Tipsbladet" og "Tjekfodbold" samt udgiver en række specialmagasiner (om cykelsport, Formel 1 og fodbold).
Tipsbladet blev pr. 1. oktober overtaget af Better Collective A/S med adresse på Sankt Annæ Plads 28 i København. Ved denne lejlighed flyttede redaktionen til samme adresse.

## Chefredaktører
- 1948-1977: Elwin Hansen
- 1977-2005: Carsten Andreasen
- 2005-2006: Anders Bay
- 2006-2007: Niels Frydenlund
- 2007-2012: Thomas Færch Kvist
- 2012-: Troels Bager Thøgersen (den trykte udgave)
- 2013-2022: Thomas Lue Lytzen (tipsbladet.dk)
- 2022-: Allan Olsen[5]

## Ekstern kilde/henvisning
- Tipsbladets officielle hjemmeside

| Sport | Spire Denne artikel om sport er en spire som bør udbygges. Du er velkommen til at hjælpe Wikipedia ved at udvide den. |